# 下田敦子
下田 敦子（しもだ あつこ、1940年8月5日 - ）は日本の政治家。参議院議員（1期）、青森県議会議員（3期）、学校法人城東学園理事長を務めた。

## 略歴
青森県弘前市出身。弘前中央高校を経て秋田短期大学家政学科卒業。
学校法人城東学園理事長として、弘前医療福祉大学・弘前医療福祉大学短期大学部を運営する。1991年には青森県議会議員選挙に無所属で出馬し当選。2003年まで3期務めた後、2004年2月の弘前市長選に出馬。現職の金沢隆に対し互角に戦ったが、180票の僅差で落選した。2004年7月の第20回参議院議員通常選挙では、民主党公認で比例区より出馬。党の東北ブロック重点候補となり、初当選。
2010年7月の第22回参議院議員通常選挙では再選を目指し、民主党の比例区から出馬するが落選。
栄養士、保育士の免許も持つ。

## 政治活動
- 2008年5月、アダルトゲーム撲滅運動で知られている大阪のキリスト教系人権団体カスパルによる「美少女アダルトアニメ雑誌及び美少女アダルトアニメシミュレーションゲームの製造・販売を規制する法律の制定請求」と題した請願書を第169回国会に提出した[2][3]。

## 政策
- 選択的夫婦別姓制度の導入に賛成[4]。